# William Hung
William Hung (chino simplificado: 孔慶翔, chino tradicional: 孔慶翔, pinyin: Kǒng Qìngxiáng, cantonés: Hung Hing Cheung; Hong Kong, 13 de enero de 1983) es un estudiante universitario de origen chino radicado en los Estados Unidos, que ganó fama y notoriedad a principios del 2004 como resultado de su paupérrima interpretación del éxito de Ricky Martin «She Bangs», en la audición de la tercera temporada del programa de televisión estadounidense American idol.
Originario del área de Sha Tin en Hong Kong, Hung se mudó al sur de California en 1993. En 2001 se inscribió a la Universidad de California, Berkeley, esta bien documentado que Hung es descendiente del filósofo Confucio, nacido en el VI siglo a.c.

## Inicio de la fama
Siendo un estudiante de ingeniería civil en la Universidad de California (en Berkeley), Hung fue inspirado a audicionar para la tercera temporada de American Idol en San Francisco, en septiembre del 2003, luego de haber ganado un concurso de talentos en los dormitorios. Presidentes de sociedades de alumnos lo invitaban a cantar en algunas reuniones y eventos, incluida la subasta de fin de semestre. Los productores de American idol nunca le dijeron que su audición sería transmitida, y se enteró cuando salió al aire, cuatro meses después. Su audición fue la última del 27 de enero de 2004. El broche de oro para cerrar un episodio de una hora que mostró a otros aspirantes a estrellas pop, la mayoría objetivamente carentes de talento.
"Um, en verdad me gusta la música. Es muy buena. Quiero hacer de la música mi vida". Esta fue la declaración de Hung antes de que comenzara a cantar el éxito de Ricky Martin "She Bangs". Mientras que los jueces Randy Jackson y Paula Abdul trataron de contener la risa, el juez Simon Cowell desechó la interpretación de manera directa: "No sabes cantar, no sabes bailar, así que ¿Qué quieres que te diga?". Hung replicó diciendo: "Ya di lo mejor que tengo, y no tengo ningún remordimiento". Jackson y Abdul aplaudieron tan positiva respuesta, y Abdul dijo: "Esa es la mejor actitud". La respuesta de Hung a la crítica de Cowell contrastaba con la respuesta de otros participantes, a menudo enojados y confrontando a los jueces ante sus señas de rechazo. Hung también remarcó: "Y saben, no tengo entrenamiento profesional de canto o baile", lo que provocó una respuesta burlona de Simon Cowell, que dijo: "No, bueno, esa es la sorpresa del siglo". Hung fue eliminado inmediatamente sin posibilidades de participar en la siguiente ronda.
En 2007 hizo un comercial para Ford, cobrando 20.000 dólares, siendo uno de los mejor pagados en ese año por dicha empresa.

## Personaje de culto
Hung ganó seguidores de culto alrededor del mundo rápidamente. Un sitio web de fans dedicado a William Hung organizado por Don Chin y su esposa Laura, registró más de cuatro millones de entradas en su primera semana. Luego, Hung apareció como invitado en varios programas de la televisión y radio estadounidense, como: On Air with Ryan Seacrest, Entertainment Tonight, The Late Show with David Letterman, Countdown with Keith Olbermann, The Howard Stern Radio Show, The Ellen DeGeneres Show, Dateline NBC y The Early Show, de la CBS.
También apareció en varias revistas y periódicos de Estados Unidos y fue parodiado en Saturday Night Live.
Mezclas de su interpretación encabezaron las peticiones de canciones en pocas estaciones de radio. Una petición en Internet para que Hung volviera al programa tenía supuestamente 100.000 firmas a finales de febrero de 2004.
Hung volvió a American Idol como parte de un especial de mitad de temporada, titulado Uncut, Uncensored and Untalented, el cual se transmitió el 1 de marzo de 2004. El especial documentó lo que era el proceso de la audición, y en el caso de Hung, el emerger como una celebridad espontánea. Hay algo de ironía en la situación ya que Hung se ha convertido en un personaje público mucho más importante para la cultura moderna que muchos otros concursantes de American Idol. Su apariencia fuera de lo común, su buena actitud y valentía le sumaron muchos fanáticos.

## Contrato discográfico
El 18 de febrero de 2004, en un juego de vóleibol en la Universidad de California (en Berkeley), Hung interpretó nuevamente "She Bangs", y se le ofreció una sorpresa: un cheque de 25 000 dólares del canal musical Fuse, y un contrato discográfico de Koch Entertainment.
El 8 de marzo de ese año, Koch Entertainment anunció que Hung había aceptado firmar el contrato discográfico que se le ofreció en febrero. El primer sencillo, un cover de "Y.M.C.A." de los Village People, debutó el 19 de marzo. El álbum debut de Hung, Inspiration, grabado en el fin de semana del 6 de marzo, fue lanzado el 6 de abril e incluía covers de "She Bangs" y "Shake Your Bon-Bon" (de Ricky Martin) y "Rocket Man" (de Elton John), así como un DVD de 40 minutos documentando la realización del álbum, titulado A Day in the Life of William Hung ("Un día en la vida de William Hung"). El álbum vendió 195.000 copias.
Para promocionar su disco, Hung se presentó ante casi 20.000 fanáticos durante el descanso del encuentro de baloncesto de la NBA, Golden State Warriors el 6 de abril. Varias de sus canciones llegaron al top 10 de la lista de la tienda iTunes de Apple, y su disco llegó al número 3 de ventas de la tienda web de Amazon.com. Con la salida de su disco, la compañía Fuse también lanzó un especial de media hora titulado Idol Worship: the William Hung Story, presentando a Hung en su primer vídeo musical, otro homenaje a "She Bangs".
Hung lanzó un disco navideño; Hung for the Holidays ("Hung para las fiestas"), el 19 de octubre de 2004. El tercer álbum de Hung, Miracle: Happy Summer From William Hung fue lanzado el 12 de julio de 2005, y fue un fracaso instantáneo. Su pobre aceptación puede ser indicio de que los quince minutos de fama de Hung habían terminado.

## Televisión, comerciales y películas
Hung apareció en comerciales para el motor de búsqueda de Internet Ask.com, y para el proveedor de servicios de telefonía celular Cingular Wireless.
Su primera película, una comedia hongkonesa (con presupuesto de 2 millones de dólares) titulada My Crazy Mother (2004) se estrenó en enero del 2005. Hung interpretó a un joven que vende pasteles chinos para pagar las cuentas médicas de su madre y es descubierto como cantante y ayuda a una mujer a proteger su negocio de su envidiosa hermana mayor. En este filme Hung actuó al lado de la veterana actriz hongkonesa Nancy Sit y parodió su propia actuación en American Idol con la canción "Siu beng" (cantonés)/ "Shao biang" (mandarín), obviamente una alusión deliberada del título de la canción con la que audicionó en American Idol, "She Bangs".
Hung también fue el centro de un documental llamado William Hung: hangin’ with Hung, un filme de una hora y media que documenta el repentino ascenso de Hung a la fama.
En febrero de 2006, Hung se interpretó a sí mismo en un episodio de la serie de televisión Arrested Development, como parte de la banda ficticia "William Hung and his Hung Jury".

## Controversias
Algunas personas sienten que Hung ha sido usado para perpetuar el estereotipo racial existente en Estados Unidos de los chinos y los asiáticos en general, y señalan que probablemente Hung no habría ganado tanta atención si hubiera sido de otra raza. Otros sienten que el interés del público estadounidense hacia su persona es totalmente inocente y no tiene nada que ver con su raza, y que estaba bien que capitalizara su fama lo más que pudiera. Algunos han especulado que su inocencia, su honestidad y ética laboral han promocionado su popularidad, mientras que otros han notado la falta de retratos positivos de hombres asiáticos (particularmente asiáticos-americanos) en los medios de Estados Unidos, y afirman que William Hung ha sido un punto focal de grupos minoritarios.
Además, muchos sienten que su carrera despegó debido a las burlas de la gente hacia él, y que los medios lo explotaron como un chiste, en lugar de explotarlo como talento o figura inspiracional.
A mediados de 2004 circularon rumores en Internet de que Hung había muerto por una sobredosis de heroína.[cita requerida] Esto comenzó como un artículo satírico en Broken Newz, escrito por Bill Doty y Joe the Peacock. El rumor se extendió tanto que llegó al periódico de Singapur The Straits Times, el cual imprimió un artículo confirmando que no estaba muerto y que cumpliría con su gira en ese país.

## Discografía
- 2004: Inspiration (Koch).
- 2004: Hung for the Holidays (Koch).
- 2005: 'My Crazy Mother' Original Soundtrack (WSM).
- 2005: Miracle: Happy Summer From William Hung (Koch).